# Giuseppe Mattei Orsini, I duca di Paganica
Giuseppe Mattei Orsini, talvolta indicato come Giuseppe senior per distinguerlo dall'omonimo nipote (Roma, 1604 – Roma, 1660), è stato un militare, nobile e collezionista d'arte italiano.
Primo duca di Paganica e soldato famoso per la sua estrema competenza e professionalità, combatté nella guerra dei trent'anni, al servizio del Sacro Romano Impero, e nella guerra di Castro, al servizio dello Stato Pontificio.

## Origini
Nacque a Roma nel 1604 da Mario, signore di Paganica, e da Prudenza di Ludovico Cenci, entrambi esponenti del più antico patriziato romano. Era fratello minore del cardinale Gaspare Mattei Orsini.
Perso il padre nel gennaio 1621, rimase sotto la tutela della famiglia materna insieme ai suoi fratelli minori fino al raggiungimento della maggiore età. Tra i suoi tutori vi furono i cardinali Marcello Lante e Gregorio Naro.
Dopo un periodo di studi a Perugia, decise di intraprendere la carriera militare, primo tra i Mattei di Paganica a dedicarsi al mestiere delle armi.

## Guerra dei trent'anni
Come membro del reggimento di cavalleria guidato da Ottavio Piccolomini, prese parte alla fase svedese della guerra dei trent'anni.
Da prima combatté nella guerra di successione di Mantova e del Monferrato, una guerra collaterale del grande conflitto europeo, dal 1630 al marzo 1631, quando fu conclusa la pace di Cherasco; poi, nel maggio dello stesso anno, partì per la Germania per raggiungere il fronte principale al servizio dell'imperatore Ferdinando II d'Asburgo.
Sempre agli ordini del Piccolomini, il 17 settembre, prese parte alla battaglia di Breitenfeld, dove l’esercito imperiale, sotto il comando di Johann Tserclaes, conte di Tilly, e di Gottfried Heinrich, conte di Pappenheim, fu messo in rotta da quello svedese. Nonostante un gran numero dei suoi compagni di regimento fosse morto nello scontro e addirittura quasi un terzo dell'intero esercito imperiale fosse stato catturato (tra i quali anche il suo parente Luigi Mattei, che partecipava a sua volta alla guerra), Giuseppe riuscì a mettersi in salvo. Un anno dopo partecipò alla violenta battaglia di Lützen, nella quale, nonostante la vittoria svedese, fu ucciso il re Gustavo Adolfo di Svezia. In questa battaglia, si distinse il reggimento del Piccolomini, che lanciò ben otto cariche contro la fanteria svedese. Durante una di queste cariche, il cavallo di Giuseppe venne ucciso, e lui, disarcionato, fu travolto dai suoi stessi compagni di reggimento, rimanendo seriamente ferito ma riuscendo a sopravvivere.
L'esperienza bellica tedesca, per la sua crudezza e dispendiosità in fatto di vite umane e spese economiche, lasciò un profondissimo segno nella psiche del Mattei Orsini, come si evince dalle sue lettere personali scritte durante il conflitto, ma egli continuò comunque a combattere, guadagnandosi la fama di grande professionista. I suoi sforzi militari furono ricompensati nel 1633, quando l’imperatore gli concesse il titolo ducale, elevando a ducato il suo possedimento di Paganica, in Abruzzo.

## Al servizio dello Stato Pontificio
Rientrato a Roma intorno al 1635, iniziò immediatamente ad assumere incarichi nell’esercito pontificio, aiutato dalla posizione di prestigio del fratello Gaspare e dal favore di cui godeva presso la famiglia Barberini. Nel 1636, fu nominato governatore delle Armi del Patrimonio con sovrintendenza su Civitavecchia, una carica prestigiosa, seppur di maggiore riposo, che conservò per qualche anno, stabilendo la propria residenza nella vicina Tolfa.
Nel 1638, col patrocinio del cardinale Francesco Barberini, sposò Lucrezia Massimo (1616 - prima del 1656), dalla quale nacquero:
- Prudenza (1639 - di idropisia, 17 marzo 1683[1]), suor Angela Caterina nel monastero dei Santi Domenico e Sisto a Roma dal 3 aprile 1654;
- Mario (1641 - 7 febbraio 1690);
- Laura (1648 - dopo lunga malattia, 19 marzo 1684[1]), suor Felice Perpetua nel monastero dei Santi Domenico e Sisto a Roma dal 21 settembre 1660.

Col matrimonio, il fratello Gaspare richiamò Giuseppe ad assumere le responsabilità di capofamiglia, come la gestione del patrimonio ereditato dal padre, costituito da affitti e rendite derivanti da casali nella campagna romana lungo la via Portuense, da proprietà immobiliari urbane e dal feudo Paganica.
Allo scoppio della guerra di Castro, nel 1641, Giuseppe era tra i principali candidati ad assumere il comando generale dell'esercito papale, ma fu ferito, poco prima dell'inizio delle operazioni militari, in un agguato nei pressi di Castro e, con rammarico di papa Urbano VIII, gli fu preferito il cugino Luigi Mattei, già suo compagno d'armi in Germania. Fu comunque responsabile per la difesa di Roma e partecipò a missioni di coordinamento nel territorio di guerra. Nel 1643 infine, con lo spostamento del fronte in Emilia, fu nominato governatore delle Armi di Ferrara e preposto alla difesa della città.
A Ferrara, ebbe modo di dimostrare ancora la sua grande professionalità, continuando a svolgere il suo incarico senza richiedere congedi o compensi anche quando fu raggiunto dalla notizia della grave malattia che aveva colpito il fratello Gaspare.
Giuseppe riuscì a mantenere il suo posto a Ferrara anche dopo l'elezione di papa Innocenzo X, al secolo Giovanni Battista Pamphilj, dato che anche l'ex cardinale Pamphilj era un amico della famiglia Mattei e Gaspare era stato, durante il conclave, uno dei suoi più accesi sostenitori.
Con lo scoppio della seconda fase della guerra di Castro, nel 1646, Giuseppe Mattei Orsini ebbe finalmente l'occasione di mettere in mostra le proprie qualità militari: a capo della cavalleria pontificia e sotto il comando del cugino Luigi, diede un contributo fondamentale durante il conflitto, specialmente nella battaglia di San Pietro in Casale, avvenuta il 13 agosto 1649, nella quale le truppe pontificie sbaragliarono le forze parmensi comandate da Jacopo Gaufrido.

## Ultimi anni
Dopo la morte del fratello Gaspare nel 1650, Giuseppe tornò a Roma per occuparsi della famiglia: le due figlie furono indirizzate alla vita religiosa, mentre per l'appena quindicenne Mario combinò un matrimonio con Anna Francesca Vigevani, che fu celebrato il 20 aprile 1656. Pochi mesi dopo, nell’agosto 1656, Giuseppe sposò in seconde nozze la consuocera, Paola Sciamanna.
Si dedicò inoltre a espandere e restaurare il palazzo di famiglia per renderlo una residenza degna del suo nuovo titolo nobiliare. Si concentrò in particolare sul piano nobile, che fece completamente rifare e ridecorare sul modello del vicino Palazzo Mattei di Giove, di proprietà dei suoi cugini. Fece inoltre realizzare un'ampia galleria nella quale esporre la sua vasta collezione di quadri.
Nel dicembre 1656 acquisì dagli Orsini il dominio di Montenero sabino, nel Reatino, che il figlio Mario provvide a consolidare con numerose compravendite dopo il 1671. Probabilmente allo stesso periodo risale anche l'acquisto, sempre dalla famiglia Orsini, del feudo di Collestatte e Torre Orsina.
Giuseppe morì a Roma nell’autunno 1660 e, come da testamento, fu sepolto senza sfarzo presso la chiesa di Santa Maria della Concezione dei Cappuccini. Il figlio Mario fece realizzare per decorare la lapide un ornamento in marmo bianco del quale oggi si conserva solo l'iscrizione.

## Committenza artistica e collezionismo
Sin dal suo rientro dalla Germania e per tutto il resto della sua vita, Giuseppe, insieme a suo fratello Gaspare, commissionò e raccolse numerosi dipinti e opere d'arte. Negli ambienti aristocratici della Roma dell'epoca, le collezioni d'arte rappresentavano un importante status symbol, e l'attività collezionistica del Mattei Orsini aveva l'obiettivo di mettere in luce il rinnovato prestigio del ramo di Paganica della famiglia Mattei.
Mentre Gaspare si dedicò maggiormente a raccogliere piccole opere di artisti passati, Giuseppe preferiva tele di grandi dimensioni dei pittori più in voga del momento. Durante il suo mandato ferrarese, Giuseppe entrò in contatto con diversi esponenti della pittura barocca emiliana come il Guercino e Francesco Albani ai quali era solito commissionare quadri per poi spedirli al fratello a Roma. Altri artisti le cui opere confluirono nella collezione dei fratelli Mattei Orsini furono Gerrit van Honthorst, Guido Reni, Annibale Carracci, il Domenichino, Guido Cagnacci, Pietro da Cortona, Giovanni Francesco Romanelli, il Pomarancio, il Cavalier d'Arpino e Paul Bril.
La collezione d'arte comprendeva anche numerose carrozze finemente decorate, altro status symbol dell'epoca, commissionate per la maggior parte dal cardinale Gaspare.

## Ascendenza
|                          |               |                             | Genitori                   |  |  | Nonni |  |  | Bisnonni           |  |  | Trisnonni             |  |
|                          |               |                             |                            |  |  |       |  |  | Ludovico II Mattei |  |  | Pietro Antonio Mattei |  |
|                          |               |                             |                            |  |  |       |  |  | Ludovico II Mattei |  |  | Pietro Antonio Mattei |  |
|                          |               | Antonina Capodiferro        |                            |  |  |       |  |  | Ludovico II Mattei |  |  |                       |  |
| Fabio Mattei             |               |                             |                            |  |  |       |  |  | Ludovico II Mattei |  |  |                       |  |
|                          |               | Lucrezia Capranica          | Camillo Capranica          |  |  |       |  |  |                    |  |  |                       |  |
|                          |               | Lucrezia Capranica          | Camillo Capranica          |  |  |       |  |  |                    |  |  |                       |  |
|                          |               | Lucrezia Capranica          | Faustina Della Valle       |  |  |       |  |  |                    |  |  |                       |  |
| Mario Mattei Orsini      |               | Lucrezia Capranica          |                            |  |  |       |  |  |                    |  |  |                       |  |
|                          |               | Vicino Orsini               | Gian Corrado Orsini        |  |  |       |  |  |                    |  |  |                       |  |
|                          |               | Vicino Orsini               | Gian Corrado Orsini        |  |  |       |  |  |                    |  |  |                       |  |
|                          |               | Vicino Orsini               | Clarice Orsini             |  |  |       |  |  |                    |  |  |                       |  |
| Faustina Orsini          |               | Vicino Orsini               |                            |  |  |       |  |  |                    |  |  |                       |  |
|                          |               | Giulia Farnese              | Galeazzo I Farnese         |  |  |       |  |  |                    |  |  |                       |  |
|                          |               | Giulia Farnese              | Galeazzo I Farnese         |  |  |       |  |  |                    |  |  |                       |  |
|                          |               | Giulia Farnese              | Isabella dell'Anguillara   |  |  |       |  |  |                    |  |  |                       |  |
| Giuseppe Mattei Orsini   |               | Giulia Farnese              |                            |  |  |       |  |  |                    |  |  |                       |  |
|                          | Valerio Cenci | Ludovico Cenci              |                            |  |  |       |  |  |                    |  |  |                       |  |
|                          | Valerio Cenci | Ludovico Cenci              |                            |  |  |       |  |  |                    |  |  |                       |  |
|                          | Valerio Cenci | Lucrezia Margani            |                            |  |  |       |  |  |                    |  |  |                       |  |
| Ludovico Cenci           | Valerio Cenci |                             |                            |  |  |       |  |  |                    |  |  |                       |  |
|                          |               | Porzia Cenci                | Giulio Cenci               |  |  |       |  |  |                    |  |  |                       |  |
|                          |               | Porzia Cenci                | Giulio Cenci               |  |  |       |  |  |                    |  |  |                       |  |
|                          |               | Porzia Cenci                | Silvia Velli               |  |  |       |  |  |                    |  |  |                       |  |
| Prudenza Cenci           |               | Porzia Cenci                |                            |  |  |       |  |  |                    |  |  |                       |  |
|                          |               | Lodovico Lante della Rovere | Michele Lante della Rovere |  |  |       |  |  |                    |  |  |                       |  |
|                          |               | Lodovico Lante della Rovere | Michele Lante della Rovere |  |  |       |  |  |                    |  |  |                       |  |
|                          |               | Lodovico Lante della Rovere | Antonia Astalli            |  |  |       |  |  |                    |  |  |                       |  |
| Laura Lante della Rovere |               | Lodovico Lante della Rovere |                            |  |  |       |  |  |                    |  |  |                       |  |
|                          |               | Lavinia Maffei              | Girolamo Maffei            |  |  |       |  |  |                    |  |  |                       |  |
|                          |               | Lavinia Maffei              | Girolamo Maffei            |  |  |       |  |  |                    |  |  |                       |  |
|                          |               | Lavinia Maffei              | Antonia Mattei             |  |  |       |  |  |                    |  |  |                       |  |
|                          |               | Lavinia Maffei              |                            |  |  |       |  |  |                    |  |  |                       |  |